# Список найпопулярніших акаунтів в Інстаграм

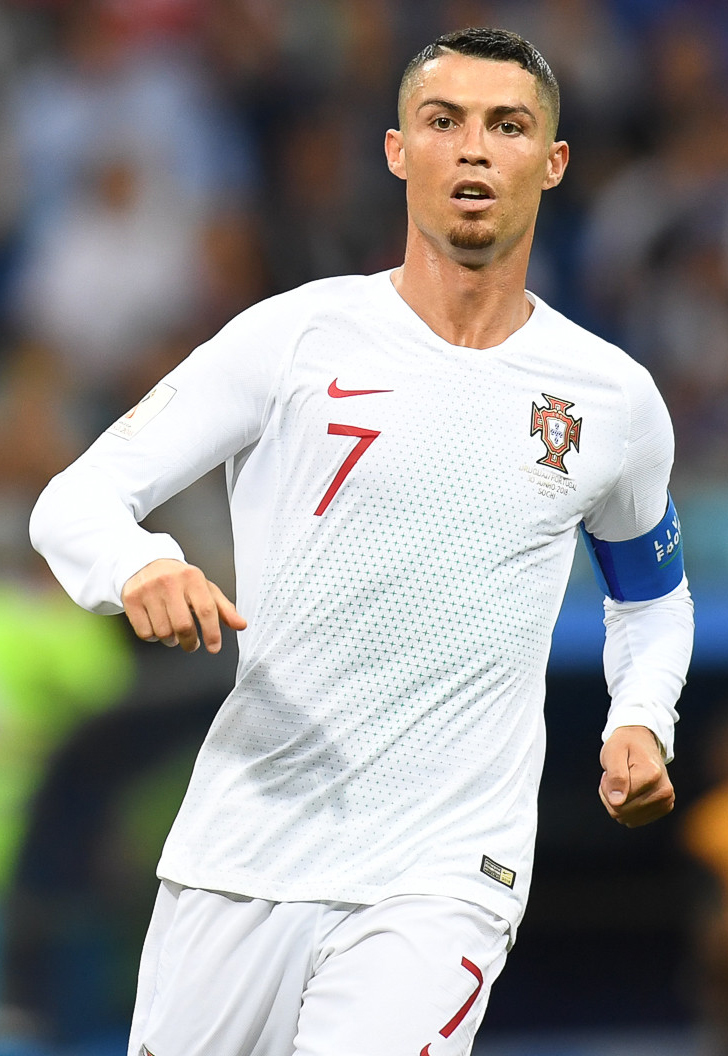
Кріштіану Роналду — найпопулярніша особа в Instagram.

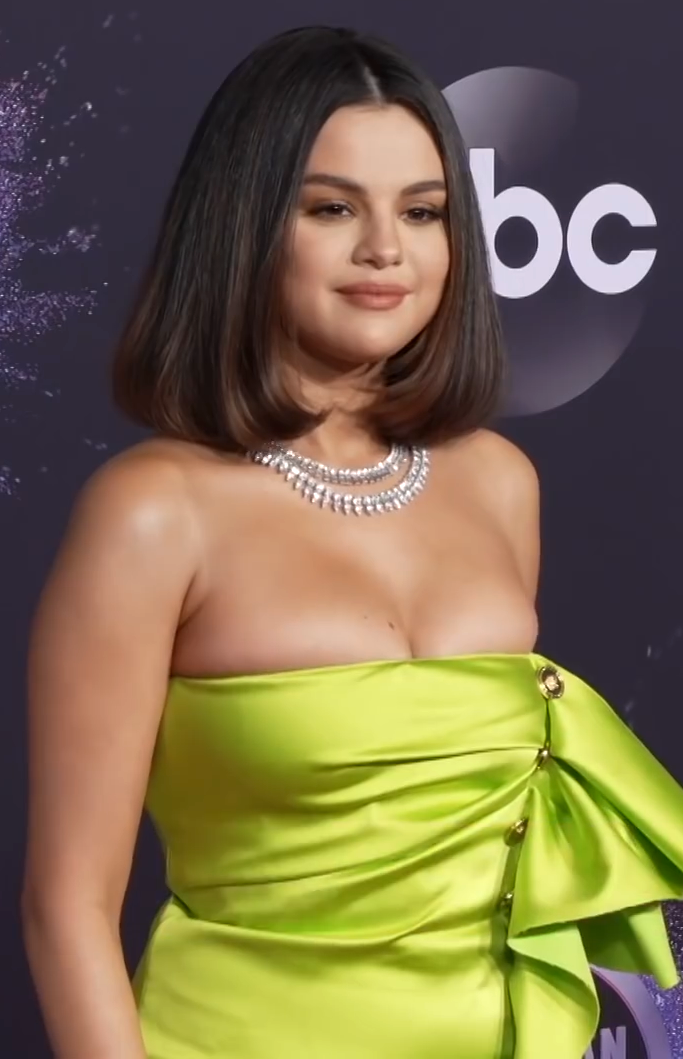
Селена Гомес — найпопулярніша жінка в Instagram.

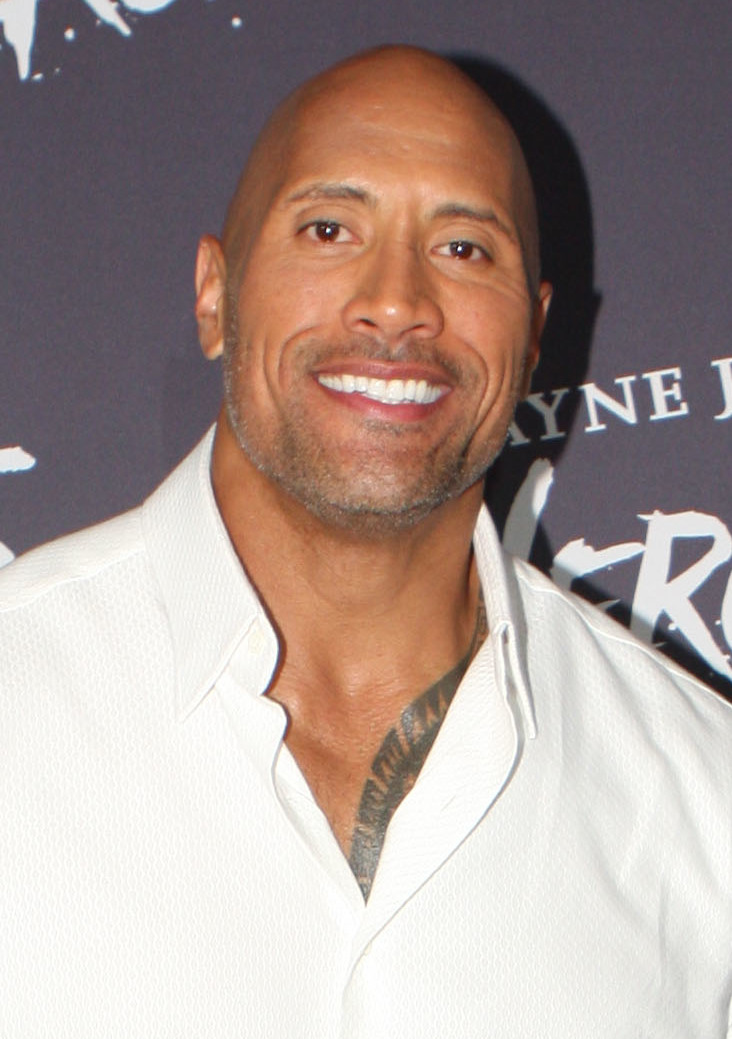
Двейн Джонсон — найпопулярніший актор в Instagram.

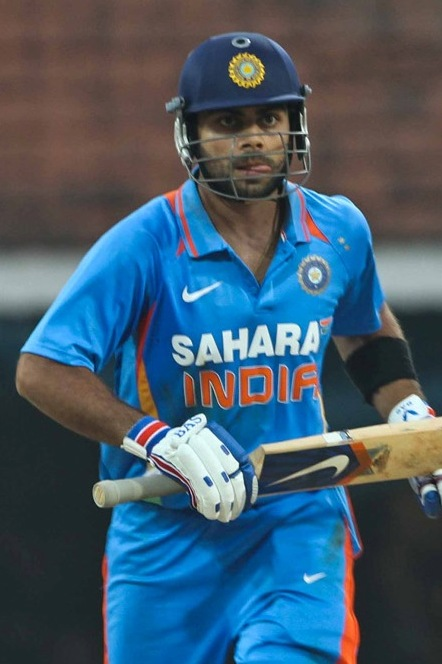
Вірат Кохлі є найпопулярнішим азіатом в Instagram.

Нижче наведено список з 50-ти облікових записів в Інстаграм із найбільшою кількістю підписників.
Станом на 1 травня 2024 року, на першому місці серед акаунтів людей знаходиться футболіст Кріштіану Роналду з понад 628 мільйонами підписників, а найпопулярнішою жінкою є співачка та акторка Селена Гомес, у якої понад 428 мільйонів підписників. Обліковий запис власного бренду Instagram на платформі є найпопулярнішим обліковим записом загалом, у нього понад 672 мільйони підписників. Nike є другим за кількістю користувачів акаунтом організації з більш ніж 306 мільйонами підписників.
Всього 39 акаунтів подолали рубіж в 100 мільйонів підписників на платформі, 22 з них перевищили рубіж в 200 мільйонів підписників, 11 з них — 300 мільйонів, 5 — 400 мільйонів і 2 — понад 600 мільйонів.

## Найпопулярніші облікові записи
У таблиці нижче наведено 50 облікових записів, за якими стежать найбільше людей в Інстаграм. Дані наведені станом на 1 травня 2024 року, кількість підписників округлена до найближчого мільйона, для кожного акаунта вказано рід діяльності.
| Позиція                 | Ім'я акаунта        | Власник             | Кількість підписників(млн) | Рід діяльності                                | Країна                | Бренд/Компанія |
| ----------------------- | ------------------- | ------------------- | -------------------------- | --------------------------------------------- | --------------------- | -------------- |
| 1                       | @instagram          | Інстаграм           | 672                        | Соціальна мережа                              | США                   | Так            |
| 2                       | @cristiano          | Кріштіану Роналду   | 628                        | Футболіст                                     | Португалія            |                |
| 3                       | @leomessi           | Ліонель Мессі       | 502                        | Футболіст                                     | Аргентина             |                |
| 4                       | @selenagomez        | Селена Гомес        | 428                        | Музикантка, акторка, продюсерка і бізнесвумен | США                   |                |
| 5                       | @kyliejenner        | Кайлі Дженнер       | 400                        | Модельєрка, телеведуча, модель                | США                   |                |
| 6                       | @therock            | Двейн Джонсон       | 397                        | Актор і професійний реслер                    | США                   |                |
| 7                       | @arianagrande       | Аріана Ґранде       | 379                        | Музикантка і акторка                          | США                   |                |
| 8                       | @kimkardashian      | Кім Кардаш'ян       | 363                        | Телевізійна зірка, модель, акторка            | США                   |                |
| 9                       | @beyonce            | Бейонсе             | 319                        | Музикантка, акторка, бізнесвумен              | США                   |                |
| 10                      | @khloekardashian    | Хлої Кардаш'ян      | 309                        | Телевізійна зірка, бізнесвумен                | США                   |                |
| 11                      | @nike               | Nike                | 306                        | Виробник спортивних товарів                   | США                   | Так            |
| 12                      | @kendalljenner      | Кендалл Дженнер     | 294                        | Модель                                        | США                   |                |
| 13                      | @justinbieber       | Джастін Бібер       | 292                        | Музикант                                      | Канада                |                |
| 14                      | @taylorswift        | Тейлор Свіфт        | 284                        | Музикантка                                    | США                   |                |
| 15                      | @natgeo             | National Geographic | 283                        | Журнал                                        | США                   | Так            |
| 16                      | @virat.kohli        | Вірат Кохлі         | 268                        | Гравець у крикет                              | Індія                 |                |
| 17                      | @jlo                | Дженніфер Лопес     | 253                        | Музикантка і акторка                          | США                   |                |
| 18                      | @nickiminaj         | Нікі Мінаж          | 229                        | Музикантка                                    | США Тринідад і Тобаго |                |
| 19                      | @kourtneykardash    | Кортні Кардаш'ян    | 223                        | Телевізійна зірка, модель                     | США                   |                |
| 20                      | @neymarjr           | Неймар              | 221                        | Футболіст                                     | Бразилія              |                |
| 21                      | @mileycyrus         | Майлі Сайрус        | 216                        | Музикантка і акторка                          | США                   |                |
| 22                      | @katyperry          | Кеті Перрі          | 207                        | Музикантка                                    | США                   |                |
| 23                      | @zendaya            | Зендея              | 184                        | Акторка, музикантка                           | США                   |                |
| 24                      | @kevinhart4real     | Кевін Гарт          | 179                        | Комік і актор                                 | США                   |                |
| 25                      | @iamcardib          | Cardi B             | 167                        | Музикантка і акторка                          | США                   |                |
| 26                      | @kingjames          | Леброн Джеймс       | 159                        | Баскетболіст                                  | США                   |                |
| 27                      | @realmadrid         | Реал Мадрид         | 157                        | Футбольний клуб                               | Іспанія               | Так            |
| 28                      | @ddlovato           | Демі Ловато         | 156                        | Музикантка і акторка                          | США                   |                |
| 29                      | @badgalriri         | Ріанна              | 152                        | Музикантка і бізнесвумен                      | Барбадос              |                |
| 30                      | @champagnepapi      | Дрейк               | 146                        | Музикант                                      | Канада                |                |
| 31                      | @chrisbrownofficial | Кріс Браун          | 145                        | Музикант                                      | США                   |                |
| 32                      | @ellendegeneres     | Еллен Дедженерес    | 139                        | Комедіантка, телеведуча                       | США                   |                |
| 33                      | @fcbarcelona        | ФК Барселона        | 127                        | Футбольний клуб                               | Іспанія               | Так            |
| 34                      | @billieeilish       | Біллі Айліш         | 119                        | Музикантка                                    | США                   |                |
| 35                      | @championsleague    | Ліга чемпіонів УЄФА | 114                        | Футбольний турнір                             | Європа                | Так            |
| 36                      | @k.mbappe           | Кіліан Мбаппе       | 113                        | Футболіст                                     | Франція               |                |
| 37                      | @gal_gadot          | Галь Гадот          | 108                        | Акторка                                       | Ізраїль               |                |
| 38                      | @vindiesel          | Він Дізель          | 102                        | Актор                                         | США                   |                |
| 39                      | @lalalalisa_m       | Лаліса Манобан      | 103                        | Музикантка і модель                           | Таїланд               |                |
| 40                      | @nasa               | НАСА                | 98.1                       | Космічна агенція                              | США                   | Так            |
| 41                      | @priyankachopra     | Пріянка Чопра       | 91.1                       | Акторка і музикантка                          | Індія                 |                |
| 42                      | @shakira            | Шакіра              | 90.7                       | Музикантка                                    | Колумбія              |                |
| 43                      | @shraddhakapoor     | Шраддха Капур       | 89.2                       | Акторка                                       | Індія                 |                |
| 44                      | @narendramodi       | Нарендра Моді       | 88.7                       | Прем'єр-міністр Індії                         | Індія                 |                |
| 45                      | @dualipa            | Дуа Ліпа            | 88.5                       | Музикантка                                    | Велика Британія       |                |
| 46                      | @nba                | НБА                 | 87.9                       | Баскетбольна ліга                             | США Канада            | Так            |
| 47                      | @davidbeckham       | Девід Бекхем        | 87.3                       | Футболіст                                     | Велика Британія       |                |
| 48                      | @snoopdogg          | Snoop Dogg          | 86.8                       | Музикант                                      | США                   |                |
| 49                      | @jennierubyjane     | Дженні Кім          | 84.5                       | Музикантка                                    | Південна Корея        |                |
| 50                      | @aliaabhatt         | Алія Бхатт          | 84.3                       | Акторка                                       | Велика Британія Індія |                |
| Станом на 1 травня 2023 |                     |                     |                            |                                               |                       |                |